# 飞机摄影

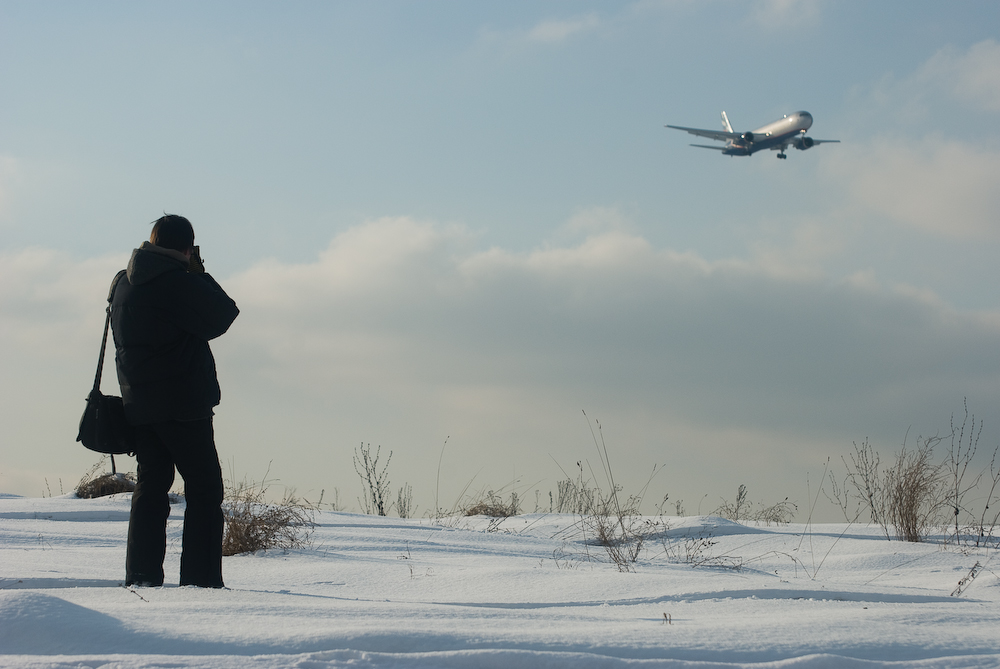
拍攝俄羅斯航空波音767的攝影者

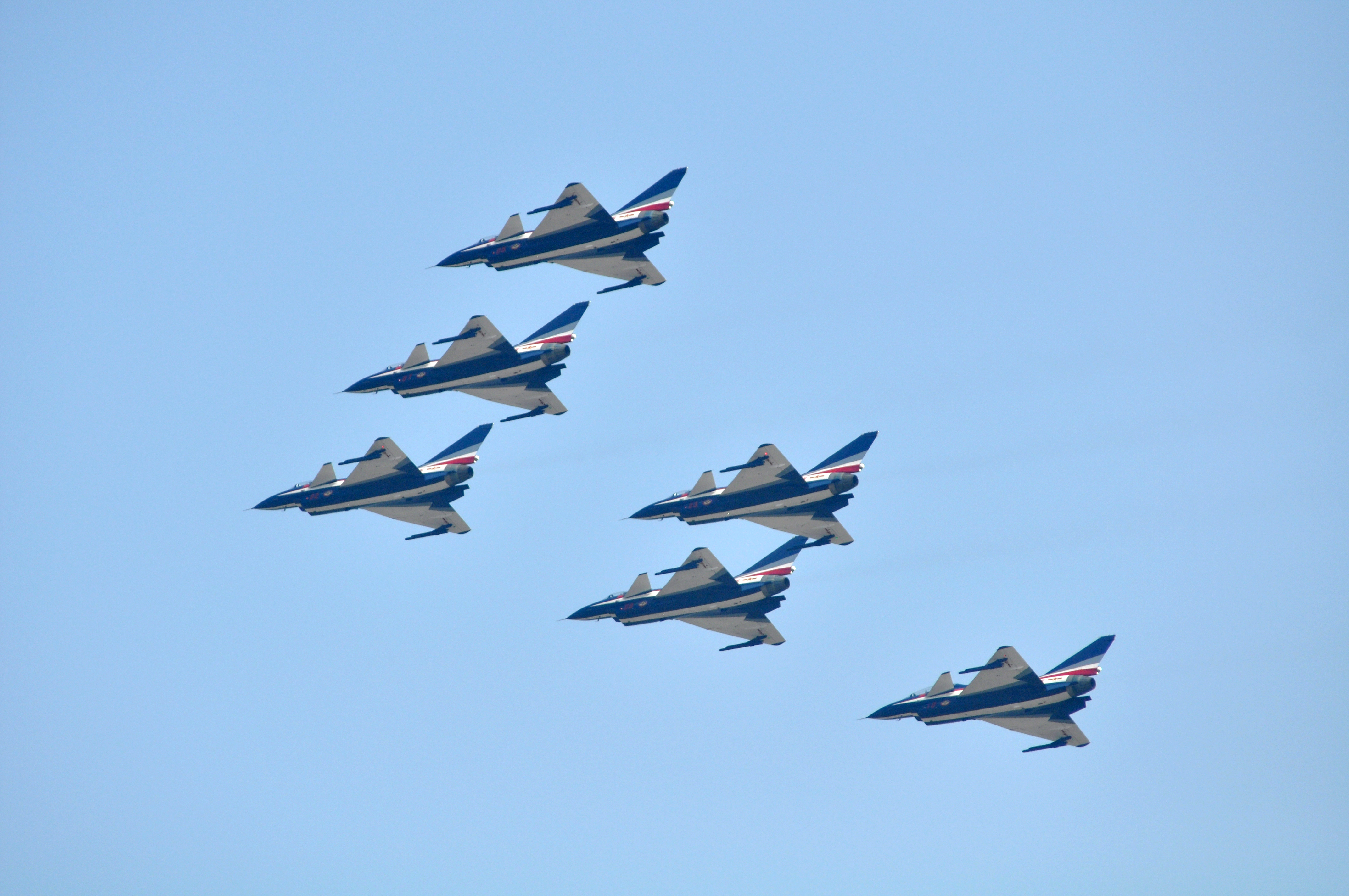
2010年珠海航空展上的飛行表演

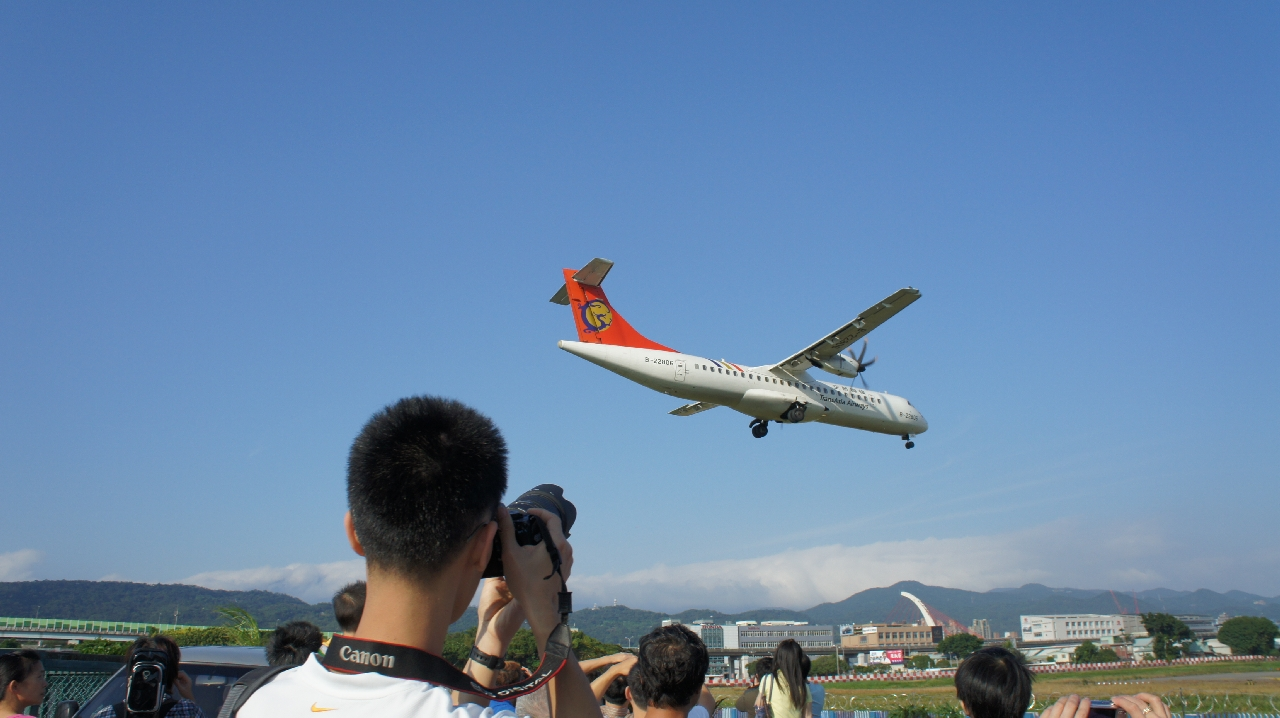
於台灣台北市松山機場邊濱江街180巷的拍機民眾

飞机摄影，是指通过摄影的方式记录有动力固定翼飞行器、旋翼机、滑翔机、热气球、飞艇、滑翔翼以及機場的一种活动，具有这种爱好或从事这种行为的人，则是「飞机摄影爱好者」。飞机摄影爱好者是航空迷的其中一部份。
在圈内，飞机摄影通常被大家称为「拍飞机」，而具有这种爱好或从事这种行为的人，被称为「拍飞机的」。飞机摄影爱好者通常都对飞机非常熟悉，他们可以藉由各种飞机外形之间的细微差别，引擎噪音的不同，甚至是尾迹，来區分不同型号的飞机。大多數飞机摄影爱好者都是业余人员，他们利用工作或学习的业余时间从事这项活动，而其中也有少數是航空相關的從業人員。
在大陆圈内，飞机摄影通常被称为打飞机，相关组织也叫做打机队。其主要原因是，拍飞机爱好者所使用器材多为长焦大光圈镜头，此类镜头摄影圈常称为“长枪”“钢炮”等。
有些拍飛機者會攜帶無線電接收器接收航管頻道的通話，以得知將飛過或起降飛機的資料。自從ADS-B系統啟用之後，有專門的網站利用ADS-B接收機接收資訊後在網路地圖上顯示飛機的資料及航跡，拍飛機時只要利用智慧型手機或平板電腦，也可獲取這些資料。

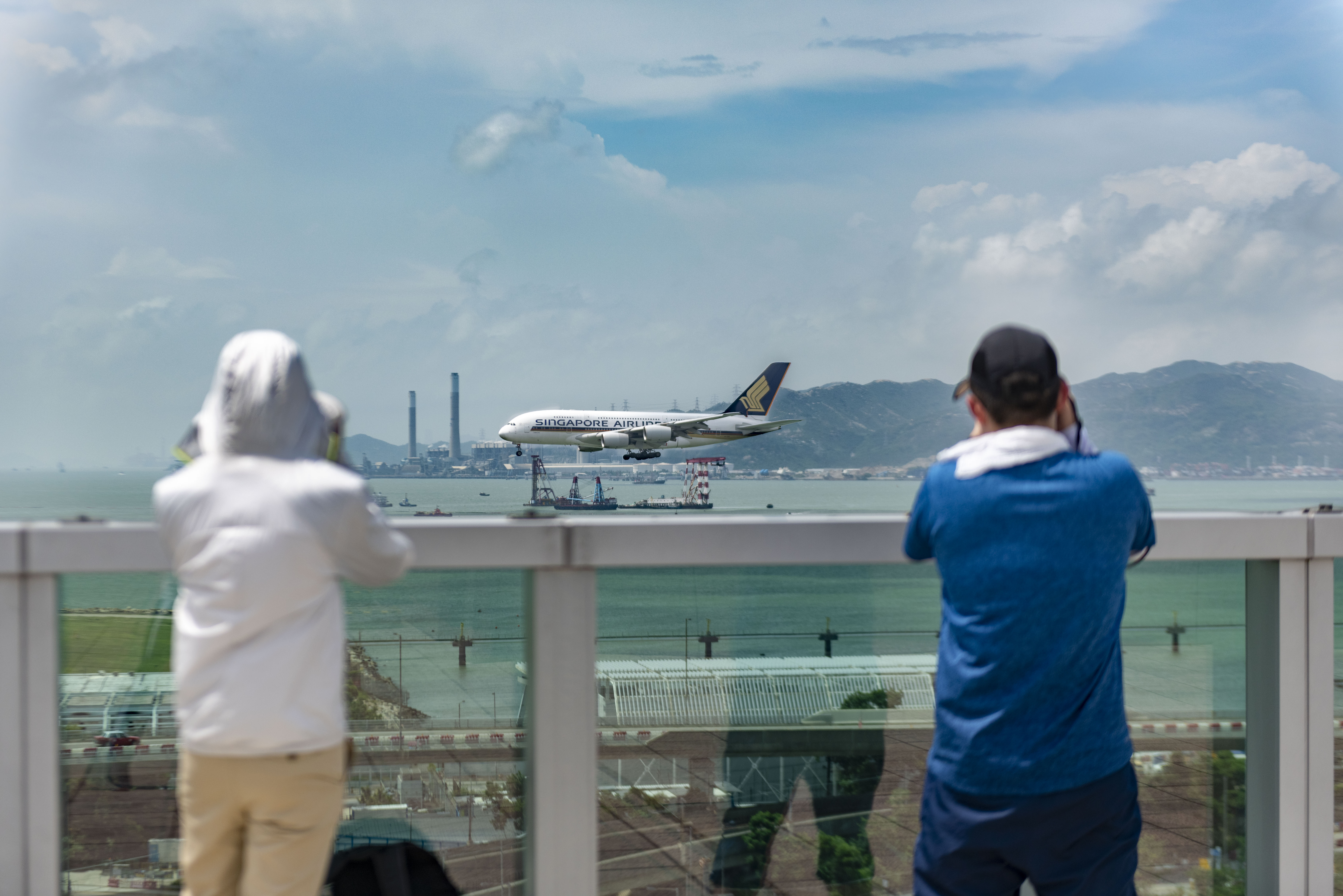
两位航空迷正在香港国际机场拍摄飞机

## 航展及飞行表演
航空展是可拍攝各種不同飛機的最佳時機。
在中国，两年一届的珠海航展毫无疑问是国内飞机摄影爱好者的盛宴。每届航展期间，都会有众多飞机爱好者前往展会，捕捉记录稀有少见的民用及军用飞机。另外國際間知名的航展有巴黎航展、范堡罗航展以及莫斯科航展等。台灣及日本等國的空軍基地每年會有特定日子開放參觀，並有飛行特技表演及靜態展示。

## 与军事及航空安全有关的争议
在部分極權或有戰爭隱憂的國家未经申请及许可的拍摄任何现役军用飞机及軍用機場都是違法的行为，其中涉及的军事情报及保密问题，有可能对行为人带来治安管理或刑事上的处罚，嚴重者會被視為間諜行為。少數國家亦禁止對於民航機場及民航飛機的任何拍攝行為。
自美国九一一袭击事件以来，各国都加强了对于航空安全的检察监督，反恐也成为航空安全中非常敏感的话题。在中国一些城市的民航机场，如上海虹桥和上海浦东，在跑道及运行区附近的村庄内（非机场界内）拍摄静止或运行中的飞机有可能会引致机场公安甚至武警的以反恐为由的检查，阻拦，甚至被强制要求前往派出所或武警检查站进行讯问。
亦有飞行摄影者拍摄飞机於空中飛行時发现事故隐患。例如拍摄到飞机起飞时，机体一侧漏油迹象，着陆过程中的姿态图像数据。

## 外部連結
- 民航资源网 民航贴图 （页面存档备份，存于）
- Airliners.Net （页面存档备份，存于）
- Spotteando.net